# Guitar Hero: Warriors of Rock
Guitar Hero: Warriors of Rock, també conegut com Guitar Hero 6, és un videojoc musical que pertany a la saga Guitar Hero, del qual és el sisè títol principal. Està desenvolupat per Neversoft, i publicat per Activision. El seu llançament es va produir el 24 de setembre de 2010 a Europa i poc després d'Amèrica del Nord. El videojoc està disponible per les consoles Xbox 360, PlayStation 3 i Wii. Degut a les pobres vendes aconseguides pels videojocs rítmics o musicals durant l'any 2009, Activision va decidir dissoldre RedOctane i Neversoft, de manera que aquest és el darrer videojoc de la saga que va desenvolupar Neversoft fins a la seva desaparició.
El videojoc reté la mateixa forma de jugar de la saga Guitar Hero, donant l'oportunitat als jugadors d'imitar els músics d'un grup de música mitjançant uns controladors especials que simulen els instruments de guitarra, baix, bateria i també el cantant. Destaca dels seus predecessors més propers perquè retorna a les arrels de la saga, enfocant el videojoc en la guitarra elèctrica, ja que és l'instrument més desitjat pels jugadors. El mode carrera principal s'ha rebatejat per mode "Quest", on s'explica una història narrada pel músic de Kiss, Gene Simmons. Cada personatge segueix un camí únic amb els seus propis poders fins a arribar a lluitar amb el "Demigod of Rock" (Semidéu del Rock) anomenat "The Beast" (La Bèstia). Una part de la història està influenciada per les lletres de la cançó "2112" de Rush, que narra una porció del videojoc, mentre que les cançons del final són de Megadeth i escrites específicament pel seu líder Dave Mustaine, per tal plantejar un gran repte als jugadors més experimentats. La banda sonora està formada per un total de 93 cançons, però també és compatible amb cançons importables i descarregables dels títols anteriors de la saga.
El Warriors of Rock va rebre crítiques molt variades, alabant el segment "2112" del videojoc i la millora del mode Quickplay+, però també criticant la història explicada en el mode principal per ser força deslluïda.

## Desenvolupament
Degut a les dèbils vendes de tots els títols de la saga Guitar Hero publicats durant el 2009, Activision es va veure obligada a realitzar diversos canvis en els seus equips de desenvolupament. RedOctane es va dissoldre automàticament, i Neversoft, que Activision havia adquirit per al desenvolupament de la saga Guitar Hero, va quedar pendent per completar Guitar Hero: Warriors of Rock. Els responsables del videojoc van indicar que un dels factors de les pobres vendes de Guitar Hero 5 era la dispersió en diferents estils musicals. En aquesta edició van decidir tornar a dedicar la banda sonora al rock 'n' roll i també centrar l'elecció de les cançons en la guitarra, ja que es considera que és l'instrument més popular.
Un altre factor tingut en compte fou l'elecció de les cançons dedicades a la guitarra. Tot i que en els darrers títols es va implementar el joc en altres instruments a part de la guitarra, uns estudis de mercat realitzats per Activision indicaven que aquest continuava sent l'instrument favorit per part de la majoria dels jugadors, i a més, un 40% d'aquest jugadors ho feien en mode expert.
Per aquest nou títol van dissenyar un nou controlador de guitarra per millorar la jugabilitat i també una nova estètica. El cos de la nova guitarra permet intercanviar les tapes i sigui més personalitzable que els controladors anteriors.

## Jugabilitat

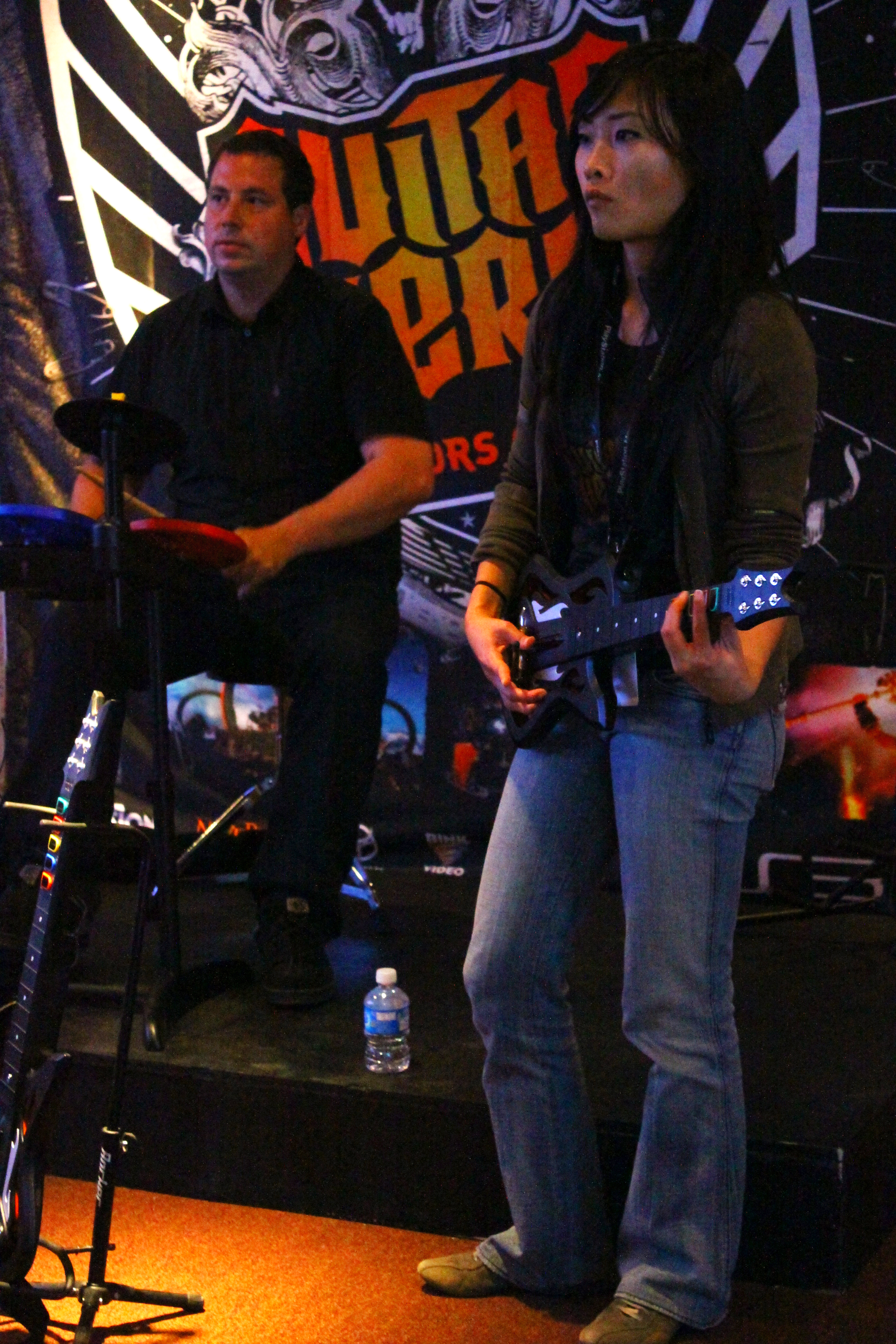
Dues persones jugant al Warriors of Rock, utilitzant la bateria i la nova guitarra.

Com tots els títols previs de la saga, el Warriors of Rock permet que quatre jugadors puguin simular que toquen en un grup de música de rock tocant els instruments de guitarra solista, baix, bateria i cantant mitjançant uns controladors que simulen aquests instruments. Els jugadors han de tocar les notes que apareixen per pantalla en el moment adequat mitjançant els controladors especials. Cada instrument té les pròpies notes i una forma diferent de fer-ho, en la guitarra i el baix cal utilitzar els botons que simulen les cordes i una barra de trast, mentre que en la bateria s'han de tocar els plats i bombos mitjançant unes baquetes, i en el cantant s'ha d'utilitzar el micròfon intentant trobar el to i la intensitat de veus. L'objectiu del joc és tocar de forma correcta el màxim nombre de notes per sumar més punts. En el cas que l'actuació no sigui gaire positiva, el públic virtual xiula al grup i l'expulsa de l'escenari, de manera que cal tornar a començar l'actuació. Per millorar l'actuació es valoren les ratxes de notes correctes consecutives, ja que augmenten el valor de les notes fins a un màxim de 4 vegades més (excepte quan s'activa la potència estel·lar que pot arribar a per 8 momentàniament). Abans de seleccionar una cançó es pot escollir entre els sis nivells de dificultat que presenta el videojoc: Beginner (novell), Easy (fàcil), Medium (mig), Hard (difícil), Expert (expert) i Expert+ (expert+).
La principal addició d'aquest joc a la saga és un nou mode carrera anomenat "Quest Mode". Aquest mode està centrat en una història narrada per Gene Simmons, líder del grup Kiss, i el jugador ha d'ajudar a salvar el "Demigod of Rock" (Semidéu del rock) d'una criatura mecanitzada anomenada "The Beast" (La bèstia). El jugador ha de reclutar vuit personatges per lluitar contra la Bèstia, i cada un té un únic poder que afecta a la jugabilitat. Per reclutar un personatge, el jugador ha de tocar un determinat nombre de cançons que representa el gènere musical del personatge en un escenari del seu estil. Per exemple, el primer personatge es tracta de Johnny Napalm i s'han de tocar cançons de l'estil punk tocant al club CBGB de Nova York. Quan el jugador aconsegueix un mínim d'estrelles del seu personatge, aquest es transforma en "guerrer" i aconsegueix desenvolupar un poder propi per formar part de la banda.
Una secció important de la banda sonora és la cançó "2112", dividida en set parts, mentre la història està narrada pels membres del grup Rush. Després de reclutar els vuit personatges, el jugador ha de dividir-los en dues bandes per lluitar contra la Bèstia i guanyar un nombre mínim d'estrelles i combinar els poders de cada personatge per alliberar el Semidéu i pugui enfrontar-se a la Bèstia. La darrera cançó de la banda sonora, que representa la lluita entre el Semidéu i la Bèstia, es tracta de "Sudden Death" de Megadeth, escrita pel seu líder Dave Mustaine específicament per aquesta lluita, amb seccions molt difícils per reptar els grans jugadors del videojoc. Un cop superada la batalla final, el jugador pot tornar a tocar en tots els escenaris però ara amb tots els poders activats simultàniament i així poder obtenir punts extres en cada cançó.
Una de les millores d'aquest joc respecte al Guitar Hero 5 és el mode de joc "Roadie" només per a la consola Wii. En aquest mode es poden unir quatre jugadors addicionals mitjançant la xarxa sense fils de les consoles Nintendo DS. Alternativament també hi ha el mode Roadie Battle, on els jugadors addicionals poden distreure els altres jugadors perquè no puguin sumar tants punts. També continuen actius els modes Quickplay, Party i Studio, on els jugadors poden compondre les seves pròpies cançons i després compartir-les amb altres jugadors mitjançant el servei "GHTunes" online d'Apple. També es poden crear i dissenyar els propis rockers per utilitzar-los en els modes Quickplay o modes online. Una diferència destacable és la falta de recreacions de músics famosos per evitar problemes legals com els ha passat en edicions anteriors.

## Banda sonora
El repertori principal del Warriors of Rock està format per un total de 93 cançons. Totes les cançons van ser seleccionades per formar una banda sonora molt restringida quant als gèneres musicals (bàsicament punk, rock alternatiu i rock clàssic) per tal de no diluir-se en gèneres més comercials. Les cançons "No More Mr. Nice Guy" de Alice Cooper, "Cherry Bomb" de The Runaways i "Mouse is a Biscuit" de Melt Banana van ser enregistrades específicament per formar part de la banda sonora del videojoc. El colofó del repertori és "Sudden Death" de Megadeth, que Dave Mustaine va compondre especialment com a cançó final de superar el videojoc amb diverses poliritmes i seccions d'alta dificultat. La cançó fou nominada a millor cançó de metal en els premis Grammy però fou superada per "Baba Yetu" del videojoc Civilization IV, la primera ocasió on una cançó composta específicament per un videojoc guanyava un premi Grammy.
Tot el material descarregable dels títols previs que funcionaven amb el Guitar Hero 5, entre ells Guitar Hero World Tour, Guitar Hero: Smash Hits i el Band Hero, també es poden descarregar pel Warriors of Rock. Això significa que més de 500 cançons estan a disposició dels jugadors. També es poden importar 39 cançons del Guitar Hero: Metallica.
Els primers lots del videojoc venuts als Estats Units incorporaven el darrer àlbum de la banda Soundgarden, Telephantasm, de les quals només "Black Rain" estava en la banda sonora del joc i la resta estaven disponibles com a material descarregable. Com que es van vendre més d'un milió d'unitats del videojoc, la RIAA va certificar l'àlbum de Soundgarden amb un disc de platí.

## Recepció
El Guitar Hero: Warriors of Rock va rebre crítiques molt diversificades per part dels mitjans de comunicació especialitzats. Els crítics van indicar que el videojoc no havia aconseguit de forma satisfactòria els seus principals objectius de distanciar-se del seu principal competidor, la saga Rock Band, i el retorn als orígens de la saga. Molts mitjans van assenyalar que amb aquest videojoc semblava que els creadors havien perdut el rumb, sense tenir en compte que els jugadors s'havien de divertir i que hi ha molts usuaris que juguen de forma esporàdica i no són seguidors experts.
El principal canvi d'aquesta edició és el mode de joc anomenat Quest i també va centrar molts dels comentaris. Per una banda es va lloar el canvi perquè trencava amb el típic i rígid mode carrera que tenien tots els videojocs anteriors. També van destacar l'ús de la cançó "2112" com a peça central del mode principal, tot i que la llargada d'aquesta cançó pot resultar pesada pels jugadors no interessats en el grup Rush. Un cop superada la secció central de "2112" el nivell de la resta de cançons és força decebedor. A més, tot i que el fil conductor d'aquest mode presenta cançons de heavy metal com "Brutal Legend", molt poques cançons de la banda sonora són d'aquest estil musical, de manera que perd força credibilitat. Tot i la insistència d'Activision a afirmar que la banda sonora representava un retorn a l'origen de la saga, centrada a tots els estils que van de la música rock al heavy metal, molts mitjans especialitzats van assenyalar que el repertori no estava a l'altura, i que probablement, la saga està exhausta perquè la majoria de grans cançons i les més interessants per tocar amb la guitarra pertanyen a títols anteriors de la saga. Una menció especial va rebre la part final de la banda sonora per la seva extrema dificultat per satisfer els usuaris més experts.
Les pobres vendes del Warriors of Rock van provocar que Activision tanqués la saga Guitar Hero el febrer de 2011, cancel·lant així les seqüeles planejades pel 2011. Com a conseqüència de la clausura de la saga, no es va crear més material addicional descarregable pels altres títol encara vigents.